# Akokantera

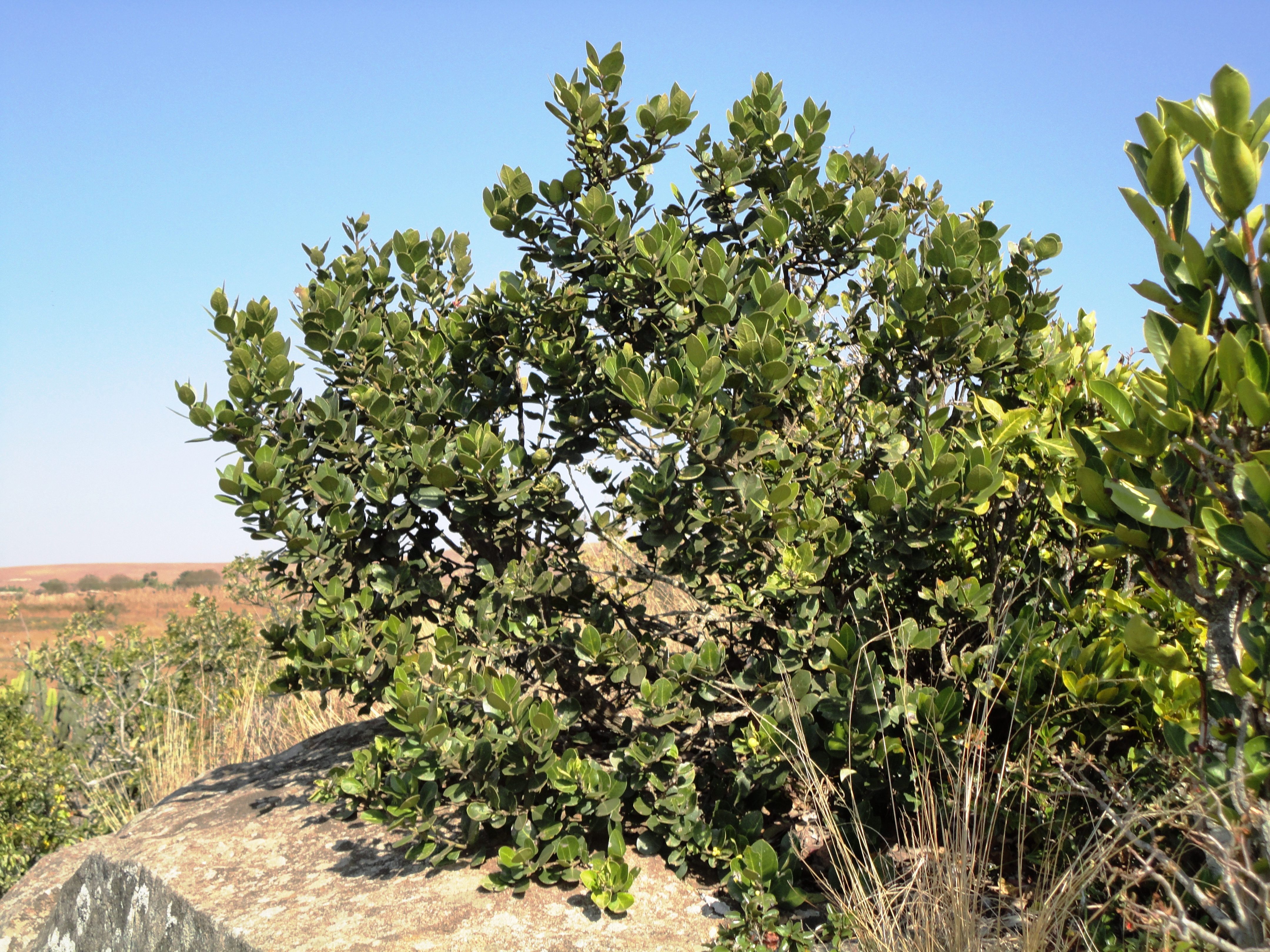
Acokanthera rotundata v Jižní Africe

Akokantera (Acokanthera) je rod rostlin z čeledi toješťovité. Jsou to keře a nevelké stromy s jednoduchými, vstřícnými, tuhými listy a drobnými, bílými nebo načervenalými, pětičetnými květy v hustých úžlabních květenstvích. Plodem je bobule. Rod zahrnuje 5 druhů a je rozšířen ve východních a jižních oblastech subsaharské Afriky a na jihu Arabského poloostrova. Rostliny obsahují ve všech svých částech s výjimkou dužniny zralých plodů silné srdeční glykosidy a jsou smrtelně jedovaté. Domorodci v Africe je využívají zejména k přípravě účinných šípových jedů a v medicíně. Glykosid ouabain z druhu Acocanthera schimperi je používán v lékařství k podpoření činnosti srdce. V tropech jsou akokantery vysazovány i jako okrasné keře.

## Popis
Akokantery jsou beztrnné keře nebo stromy, ronící při porušení jedovatý bílý latex. Listy jsou jednoduché, vstřícné, křižmostojné, s kožovitou, někdy drsnou čepelí, bez palistů.
Květy jsou bílé nebo načervenalé, sladce vonné, oboupohlavné, pravidelné, pětičetné, uspořádané v hustých, úžlabních svazečcích. Kalich je až k bázi členěný v kopinaté nebo vejčité laloky. Koruna je kolovitá, s válcovitou trubkou a směrem doleva se překrývajícími laloky. Tyčinky jsou přirostlé při ústí korunní trubky a mají velmi krátké nitky. Semeník je svrchní, synkarpní, srostlý ze dvou plodolistů obsahujících po jednom vajíčku. Nese nitkovitou čnělku, zakončenou drobně dvoulaločnou bliznou.
Plodem je purpurově černá až černá, kulovitá nebo elipsoidní bobule, obsahující 1 až 2 zploštělá semena.

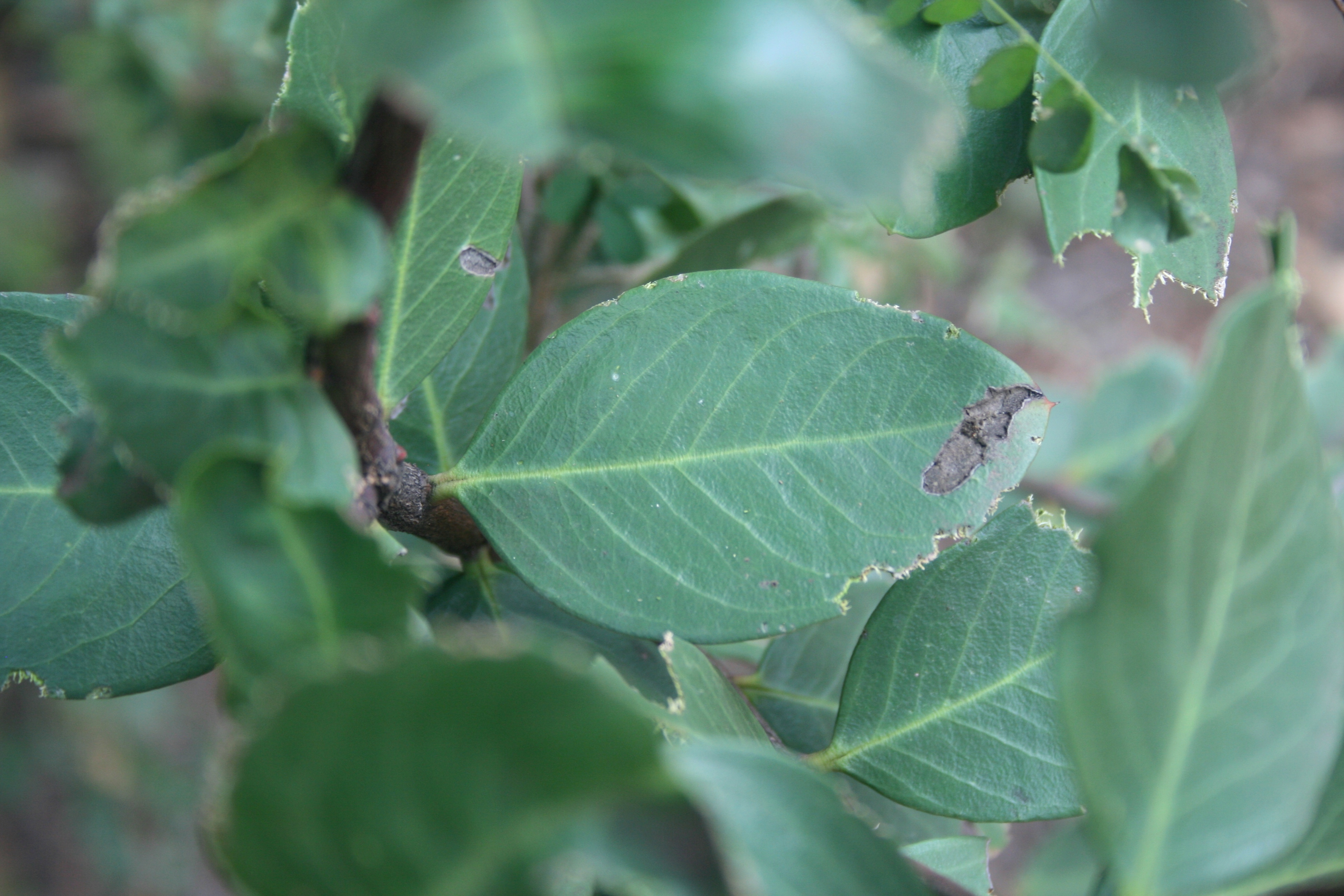
Detail listu Acokanthera oppositifolia
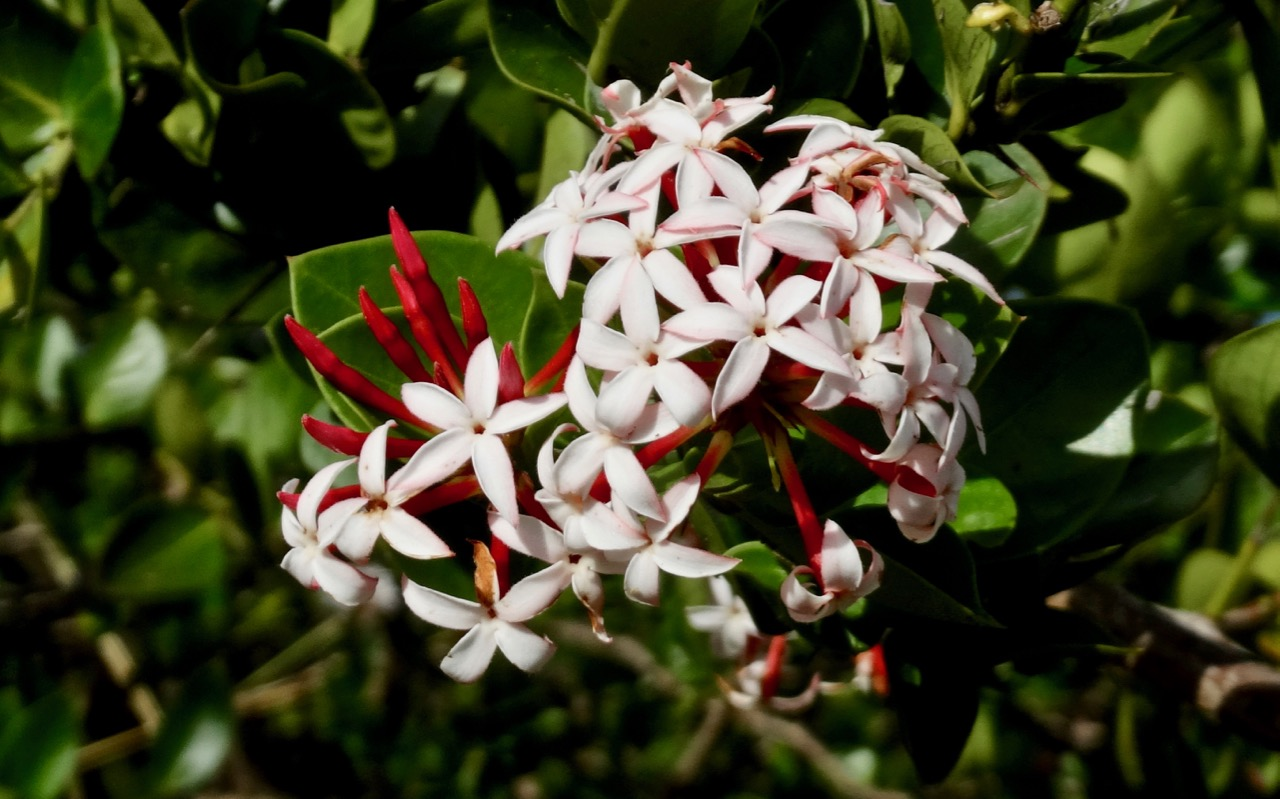
Květy Acokanthera schimperi
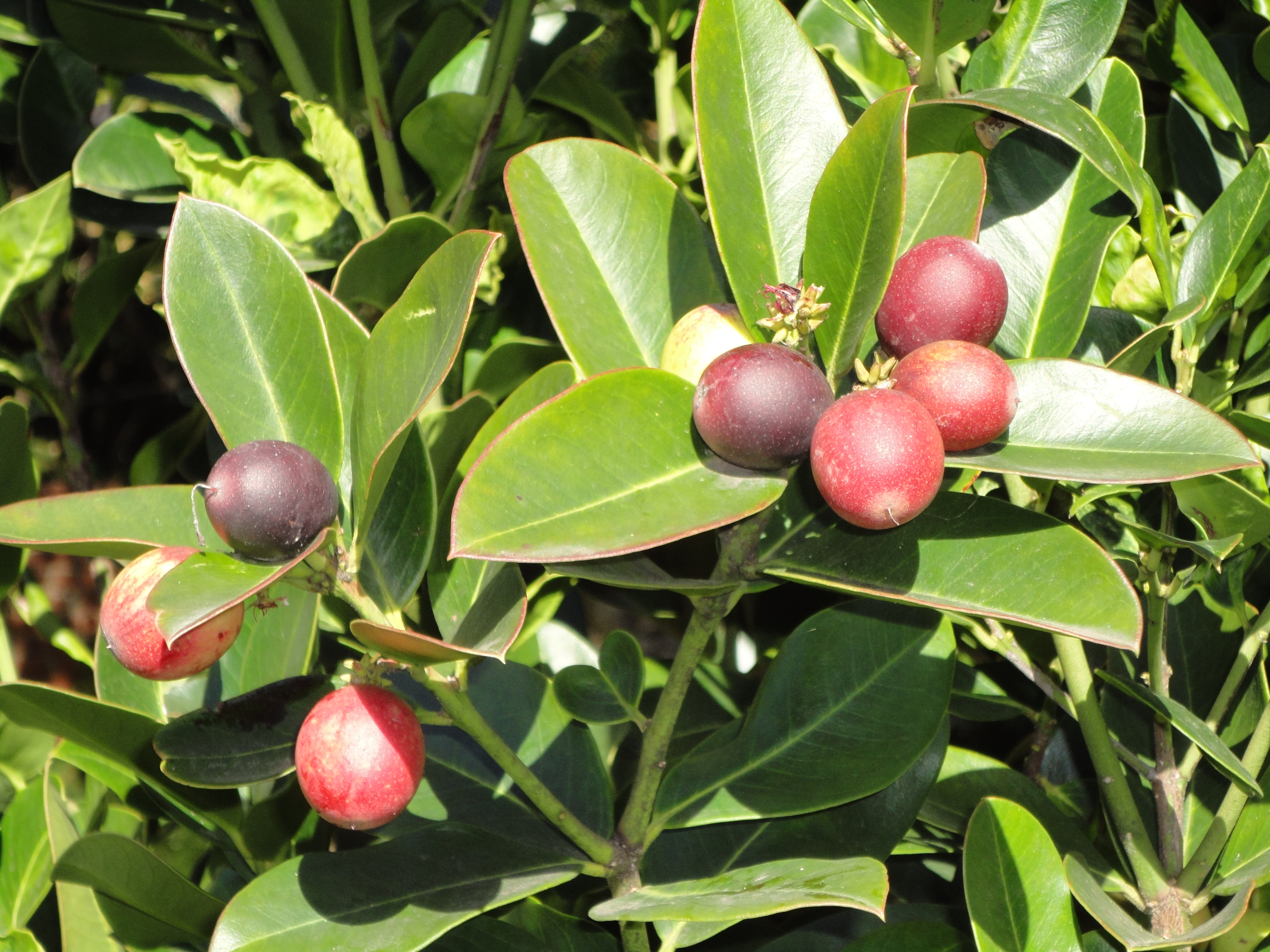
Plody Acokanthera oppositifolia

## Rozšíření
Rod zahrnuje 5 druhů a je rozšířen v subsaharské Africe a Arábii. Areál rozšíření sahá od severovýchodní tropické Afriky až po jihoafrické Kapsko. Do rovníkové západní Afriky rod nezasahuje. Druh Acokanthera schimperi se vyskytuje i v jižním Jemenu. Největší areál má druh Acokanthera oppositifolia.

## Ekologické interakce

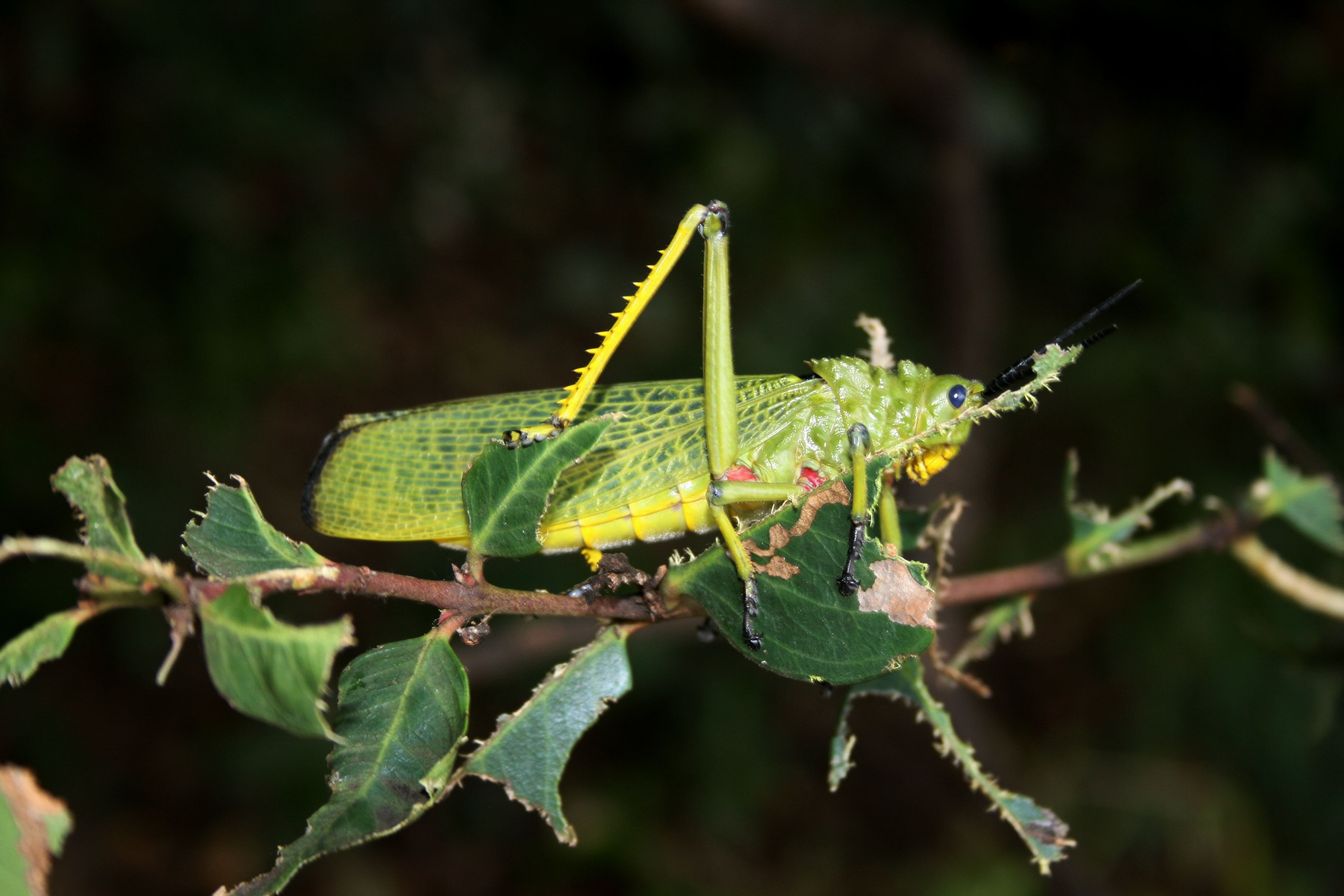
Saranče Phymateus viridipes, okusující listy A. oppositifolia

Vonné květy akokanter opyluje hmyz, plody vyhledávají ptáci i hlodavci, kteří rozšiřují semena.
Na listech se v Africe živí housenky lišaje oleandrového, některých martináčů (Imbrasia krucki, Lobobunaea angasana, L. saturnus, Nudaurelia krucki) a přástevníků (Digama aganais, D. sinuosa). Akokantery jsou rovněž živnými rostlinami housenek pohledné můry Asota speciosa z čeledi Erebidae.

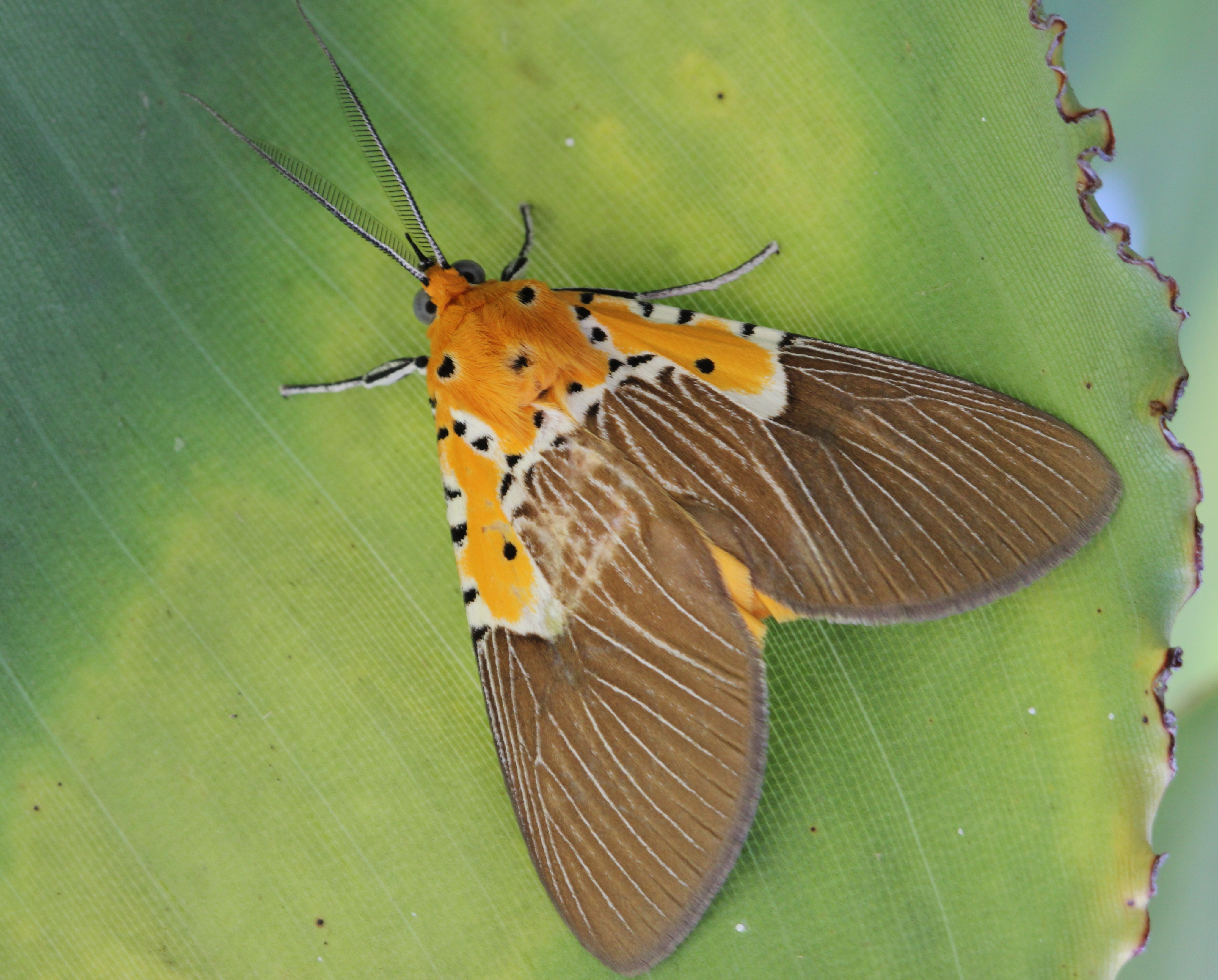
Asota speciosa
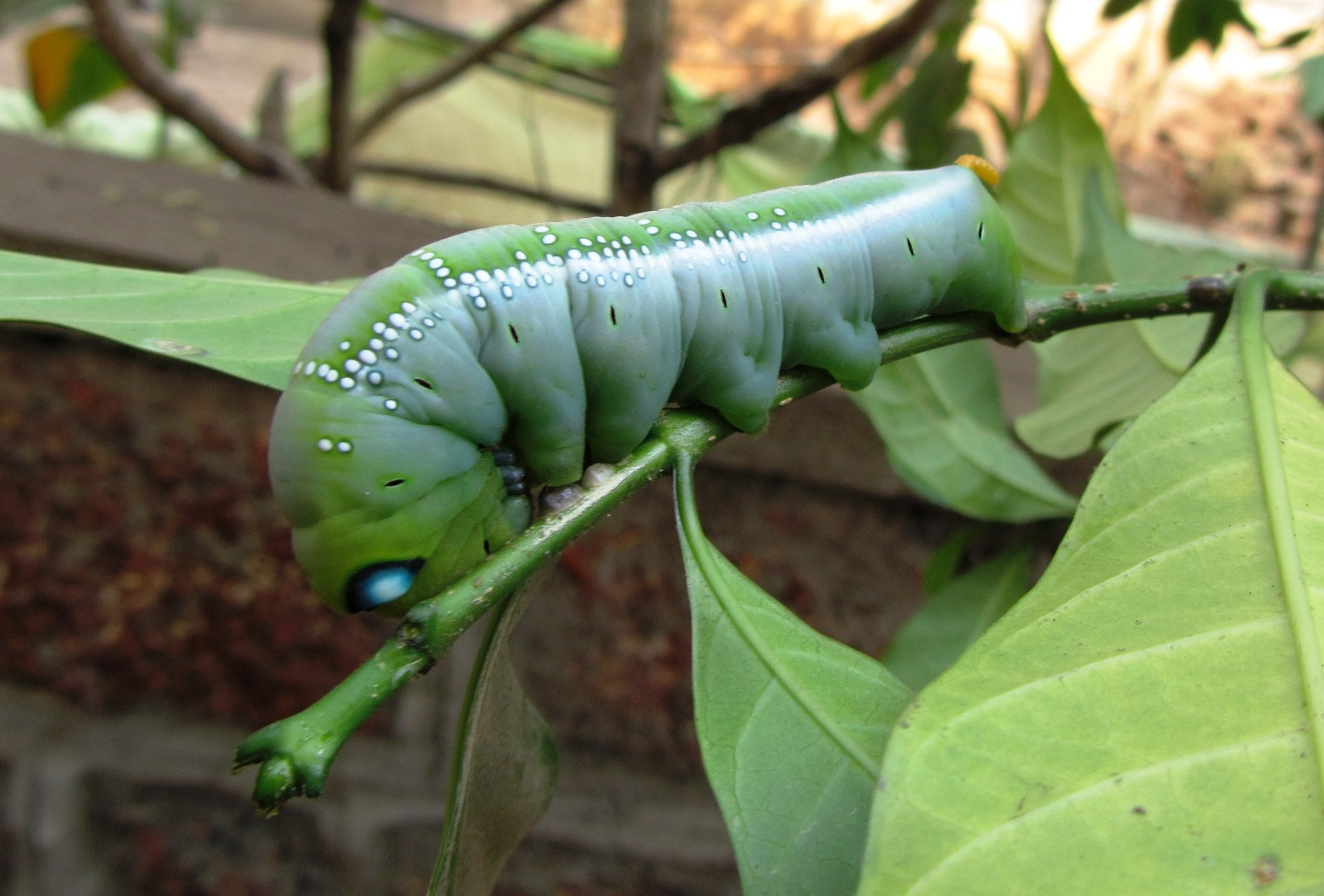
Housenka lišaje oleandrového

## Obsahové látky a jedovatost
Akokantery obsahuji ve všech částech (s výjimkou dužniny zralých plodů) velké množství účinných srdečních glykosidů, jejichž účinek je obdobný jako u glykosidů z náprstníku. Nejvyšší obsah je v semenech.
V Acokanthera schimperi (syn. A. ouabaio) bylo zjištěno na 20 různých srdečních glykosidů, nejvýznamnější je ouabain a akovenosid A. Zastoupení a poměr těchto látek v rostlině jsou v různých částech areálu proměnlivé. V menších množstvích jsou přítomny také akoschimperosidy N, P, Q a V. Obdobné látky obsahuje i Acokanthera oppositifolia (syn. A. venenata). Akokantera podlouhlolistá (A. oblongifolia) obsahuje zejména akovenosidy A a B.

Strukturní vzorec ouabainu

Akokantery jsou velmi silně jedovaté rostliny, nebezpečné pro člověka i domácí zvířata. Byly zaznamenány také fatální případy otrav dětí po požití bobulí.
Projevy otravy jsou obdobné jako u jiných rostlin obsahujících srdeční glykosidy. Po určité době, jejíž délka závisí na požitém množství, nastupují různé poruchy činnosti srdce a zpomalení tepu, které po 1 až 2 hodinách vyústí v srdeční zástavu. Otrava bývá provázena hyperkalémií. Lékařská péče je obdobná jako při otravách náprstníkem. V případě zásahu otráveným šípem nastává u člověka smrt v rozmezí od 30 minut do dvou hodin. Jedinou účinnou obranou je okamžité vyříznutí tkáně v okolí rány, případně i její vysátí.
Byly zaznamenány fatální případy otrav po opékáni masa na ohni ze dřeva akokantery.

## Taxonomie
Rod Acokanthera je v rámci čeledi Apocynaceae řazen do podčeledi Rauvolfioideae a tribu Carisseae. Nejblíže příbuzným rodem je Carissa (9 druhů v tropech a subtropech Starého světa). Odlišuje se mj. tím, že neobsahuje kardioaktivní glykosidy. V minulosti byly někdy oba rody spojovány.

## Zástupci
- akokantera podlouhlolistá (Acokanthera oblongifolia)[14]

## Význam

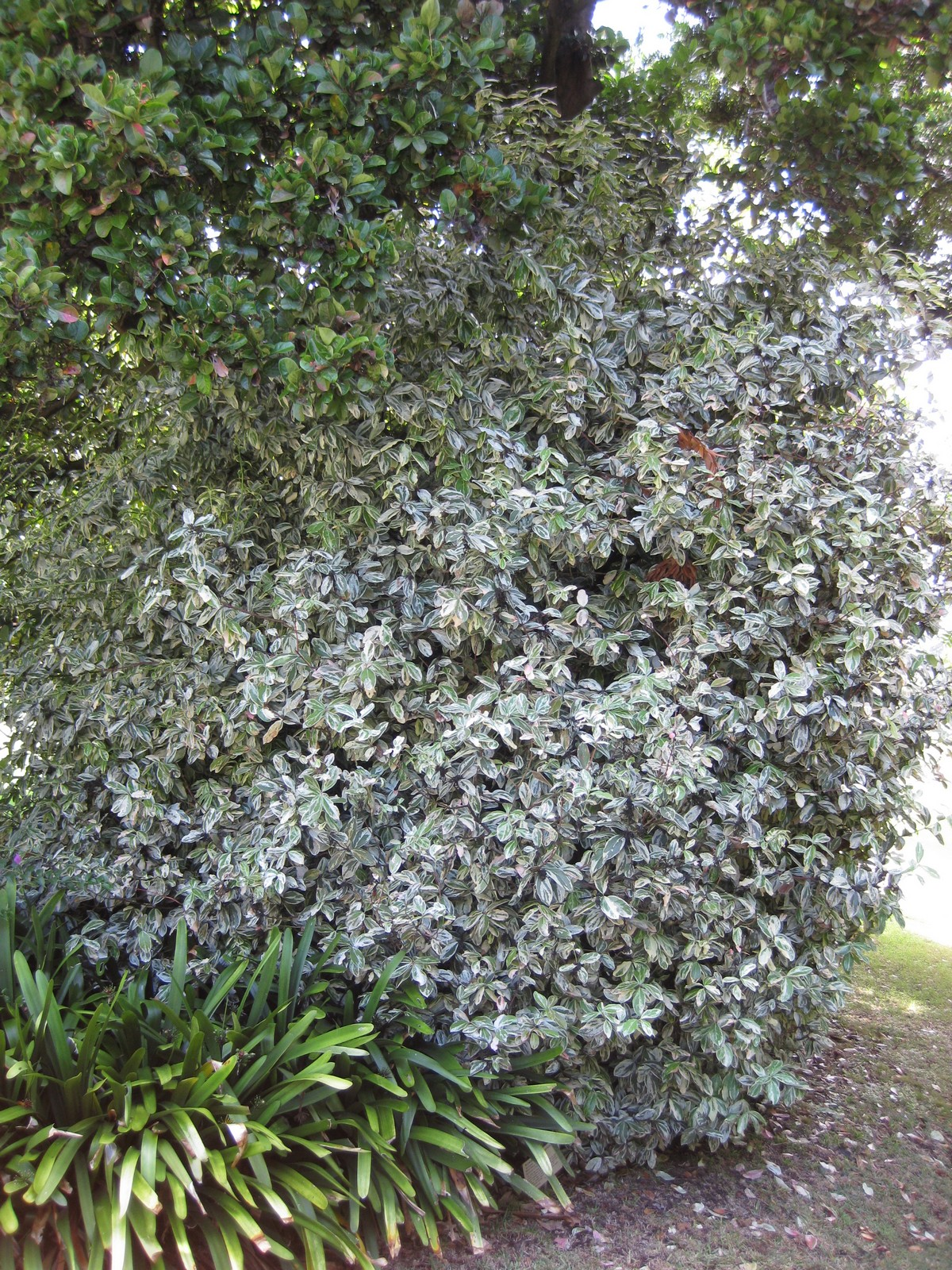
Panašovaný okrasný kultivar akokantery podlouhlolisté

Ve východních a jižních oblastech Afriky náležejí akokantery mezi nejběžněji používané suroviny k výrobě šípových jedů, které se používají jak k lovu velkých savců (včetně slonů), tak i v ozbrojených konfliktech. Šíp s tímto jedem dokáže usmrtit velké zvíře během 20 minut. Při přípravě jedu se rozmělní kořeny či dřevo na štěpiny (nejčastěji se používá A. oppositifolia a A. schimperi) a následně se po dobu asi 10 až 12 hodin vaří ve vodě, dokud nevznikne hustá pasta. Surovina se často míchá s jinými složkami, jako je šťáva z pryšců či Excoecaria madagascariensis nebo cibulí Boophone, hlízy smldince Dioscorea quartiniana či sušený hadí jed.
Jed je v Africe předmětem lokálního obchodu.
V domorodé africké medicíně jsou akokantery využívány k ošetřování řady neduhů.
Odvar z kůry či kořenů Acokanthera oppositifolia je používán při léčbě syfilis. Rozdrcené suché listy a kořeny se používají při uštknutí hadem. V jižní Africe je prášek z listů šňupán při bolestech hlavy, malé kousky stonku se žvýkají při bolestech zubů.
Extrakt z listů, kůry a kořenů Acokanthera schimperi má antivirotické, antibakteriální a antimykotické účinky. Používá se na kožní choroby virového původu a k léčbě syfilis a angín.
Kouř ze sušených kořenů Acokanthera schimperi má insekticidní účinky.
Listy a kořeny akokantery podlouhlolisté (A. oblongifolia) jsou používány při ošetřování hadího uštknutí. Nálev se pije proti střevním parazitům.
Srdeční glykosid ouabain, izolovaný z A. schimperi, má význam ve farmacii a je podáván nitrožilně při srdeční nedostatečnosti.
Plody Acokanthera schimperi i některých dalších druhů jsou pro domorodce ve východní Africe důležitou nouzovou potravou. Mají sladkou, lehce nahořklou chuť. Připravuje se z nich také chutný džem. Latex z plodů používají domorodé děti jako žvýkací gumu. Plody se využívají jako návnada při lovu ptáků.
Tvrdé dřevo akokanter slouží domorodcům k výrobě násad na kopí.
V tropech a subtropech jsou akokantery vysazovány jako okrasné keře. Nejběžnějším druhem je akokantera podlouhlolistá, která je pěstována i na Floridě, Kalifornii nebo Havaji. Byly vypěstovány i okrasné kultivary s panašovanými listy. Vyžaduje plné slunce a dobře propustnou půdu. Množí se podzimním či jarním výsevem semen nebo letními polovyzrálými řízky. Při výběru stanoviště, pěstování či manipulaci s rostlinami je třeba mít na paměti jejich silnou jedovatost.
V chladných oblastech jsou pěstovány jako kbelíkové rostliny.